# Verige
Verige (serbisch-kyrillisch Вериге) ist eine 2,3 km lange und an ihrer engsten Stelle 340 m breite Meerenge in der Bucht von Kotor in Montenegro. Sie trennt die Halbinsel Vrmac im Osten vom Vorland des Orjen im Westen. Ihr Name wird auf den Umstand zurückgeführt, dass sie durch eine Kette (verigama) versperrt war, um osmanische Schiffe an der Einfahrt in die innere Bucht zu hindern.

## Entstehung
Die Verige-Straße ist die ehemals engste Stelle der Bokeljska reka (deutsch Boka Fluss), eines heute verschwundenen Karstflusses aus dem Orjen, der sich tief in die Landschaft eingeschnitten hatte. In den weichen Flyschschichten bildete der Fluss Talaufweitungen und lagerte fluviale Sedimente ab. In die harten Kalksteinrücken, heute gekennzeichnet durch die Gipfel des Sveti Ilija auf dem Vrmac und des Devesilje auf der Westseite der Verige-Straße, schnitt er tiefe Schluchten. Als am Ende der Würm-Kaltzeit der Meeresspiegel um etwa 100 m anstieg, füllte sich das Flusstal mit Meerwasser.

## Besiedlung
Beide Ufer der Verige-Straße sind besiedelt. Auf der Westseite liegt Kamenari, in dessen Umgebung rötlicher Kalkstein für Bauwerke in der näheren Umgebung sowie in Venedig und Odessa gebrochen wurde. Gegenüber, an der Küste der Halbinsel Vrmac, liegt Lepetane. Eine Autofähre verbindet beide Orte. Pläne zum Bau einer Brücke sind noch nicht realisiert worden.